# Abundantius
Abundantius was een heilige, martelaar die te Rome onder keizer Diocletianus onthoofd werd. De executie gebeurde op de Via Flaminia in het jaar 304. Zijn lichaam werd begraven in de Cosmas en Damianus-kerk.
Zijn feestdag wordt op 16 september gevierd.